# Александровка (Смоленский район, Смоленская область)
Алекса́ндровка — деревня в Смоленском районе Смоленской области России. Входит в состав Михновского сельского поселения. Население — 167 жителей (2007 год).
Расположена в западной части области в 2 км к юго-западу от Смоленска, в 3 км севернее автодороги А141 Орёл — Витебск, на берегу реки Ясенная. В 3 км севернее деревни расположена железнодорожная станция Дачная-1 на линии Смоленск — Витебск.

## История
Бывшее сельцо Александровское. До Великой Отечественной войны в Александровке был создан цыганский совхоз «Октябрь», который неоднократно был участником Всесоюзной сельскохозяйственной выставки. В годы Великой Отечественной войны деревня была оккупирована гитлеровскими войсками в июле 1941 года, освобождена в сентябре 1943 года.
Во время оккупации гитлеровцами были расстреляны 180 цыган. Рядом с селом найдено крупное древнерусское селище, которое соотносится с древнерусским селом Ясенским, о котором говорится в Уставной грамоте князя Ростислава Мстиславича.